# Radical 204
Le radical 204, qui signifie la broderie ou la couture, est un des 4 des 214 radicaux chinois répertoriés dans le dictionnaire de Kangxi composés de douze traits.
Le caractère Unicode de 黹 est 9EF9.

## Caractères avec le radical 204
| nombre de traits          | caractères |
| ------------------------- | ---------- |
| Sans trait supplémentaire | 黹         |
| 4 traits supplémentaires  | 黺         |
| 5 traits supplémentaires  | 黻         |
| 7 traits supplémentaires  | 黼         |